# Square-Victoria–OACI (Metro Montreal)

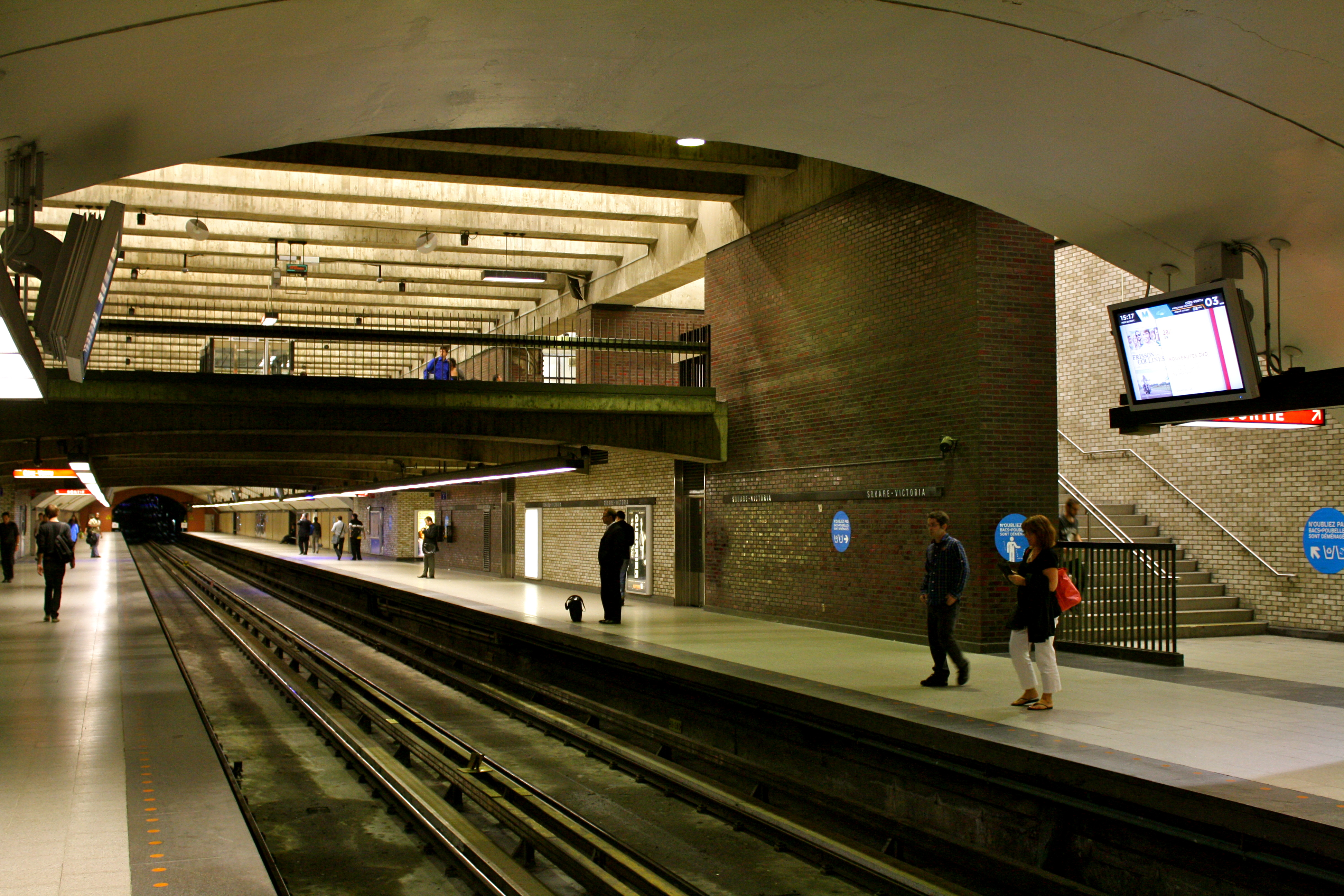
Blick auf die Bahnsteige

Square-Victoria–OACI ist eine U-Bahn-Station in Montreal. Sie befindet sich im Arrondissement Ville-Marie unter dem Square Victoria, einem öffentlichen Platz im Zentrum des Quartier international. Hier verkehren Züge der orangen Linie 2. Im Jahr 2019 nutzten 6.841.357 Fahrgäste die Station, was dem 12. Rang unter den insgesamt 68 Stationen der Metro Montreal entspricht.

## Bauwerk

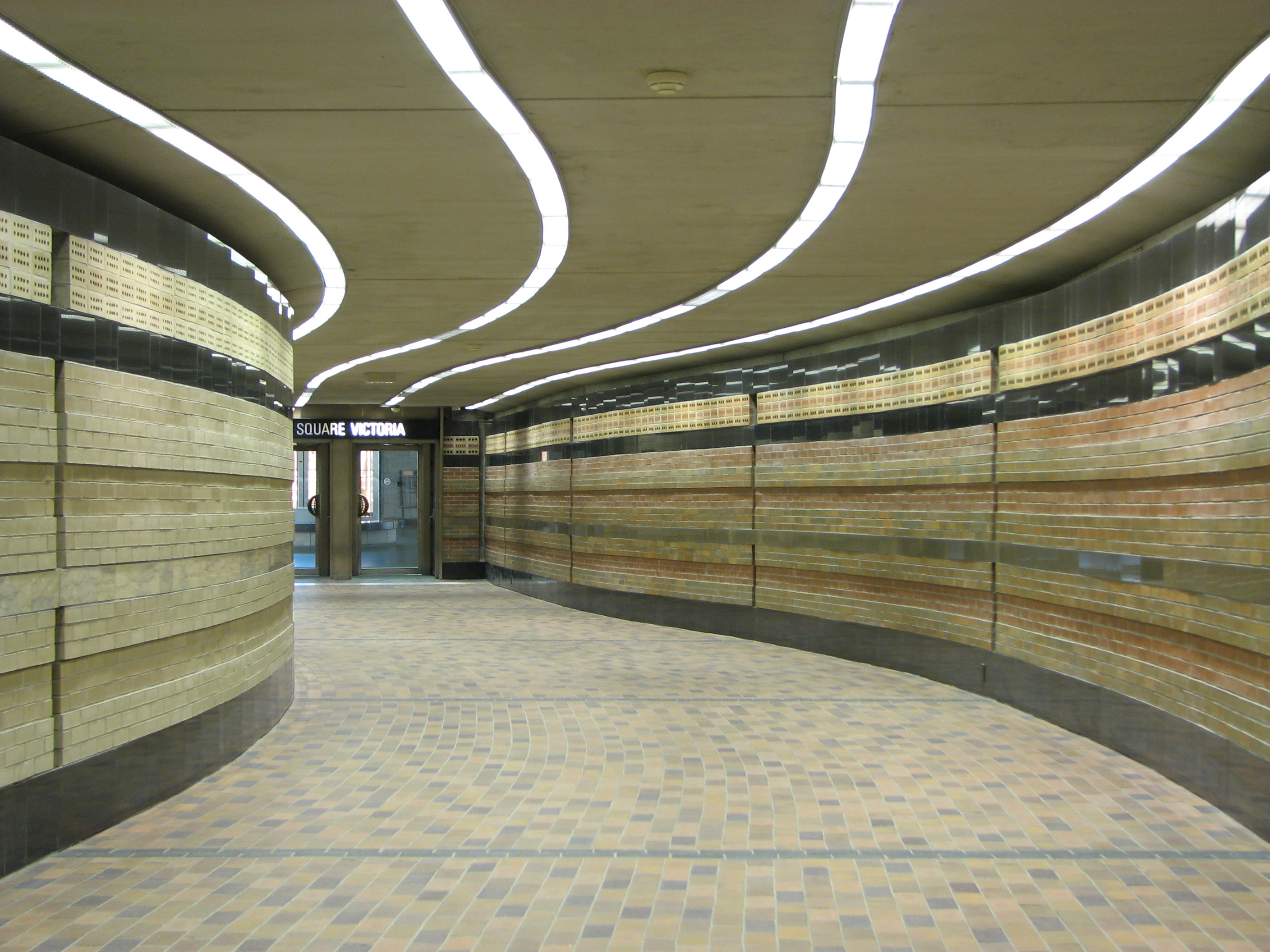
Zugang zum Centre de commerce mondial de Montréal

Irving Sager entwarf die Station in einem strengen internationalen Stil. Typisch für diesen Stil und den architektonischen Geschmack der 1960er Jahre sind die ausgedehnten schmucklosen Flächen von Wänden, Korridoren und Zugangsbereichen, was in Square-Victoria–OACI am deutlichsten im Montrealer Metronetz zum Ausdruck kommt. Die Wände sind mit grauen, beigen und goldfarbenen Ziegeln verkleidet. In 16,2 Metern Tiefe liegt die Bahnsteigebene mit zwei Seitenbahnsteigen. Von der darüber befindlichen Verteilerebene aus führen zwei längere Fußgängertunnel zu vier verschiedenen Ausgängen. Die Entfernungen zu den benachbarten Stationen, jeweils von Stationsende zu Stationsanfang gemessen, betragen 392,60 Meter bis Bonaventure und 356,60 Meter bis Place-d’Armes.
Es bestehen Anschlüsse neun Buslinien und einer Nachtbuslinie der Société de transport de Montréal. Die Station Square-Victoria–OACI ist in die weitläufige Montrealer Untergrundstadt integriert. Unterirdisch zugänglich sind unter anderem der Hauptsitz der ICAO, der Wolkenkratzer Tour Bell und Tour de la Bourse, die Banque nationale du Canada, das Centre de commerce mondial de Montréal und mehrere Hotelgebäude. Ebenfalls unterirdisch zu Fuß erreichbar sind die Metrostationen Bonaventure und Place-d’Armes. Weitere Sehenswürdigkeiten in der Nähe sind die Basilika Saint-Patrick de Montréal und der Tour de la Banque Royale.

## Kunst

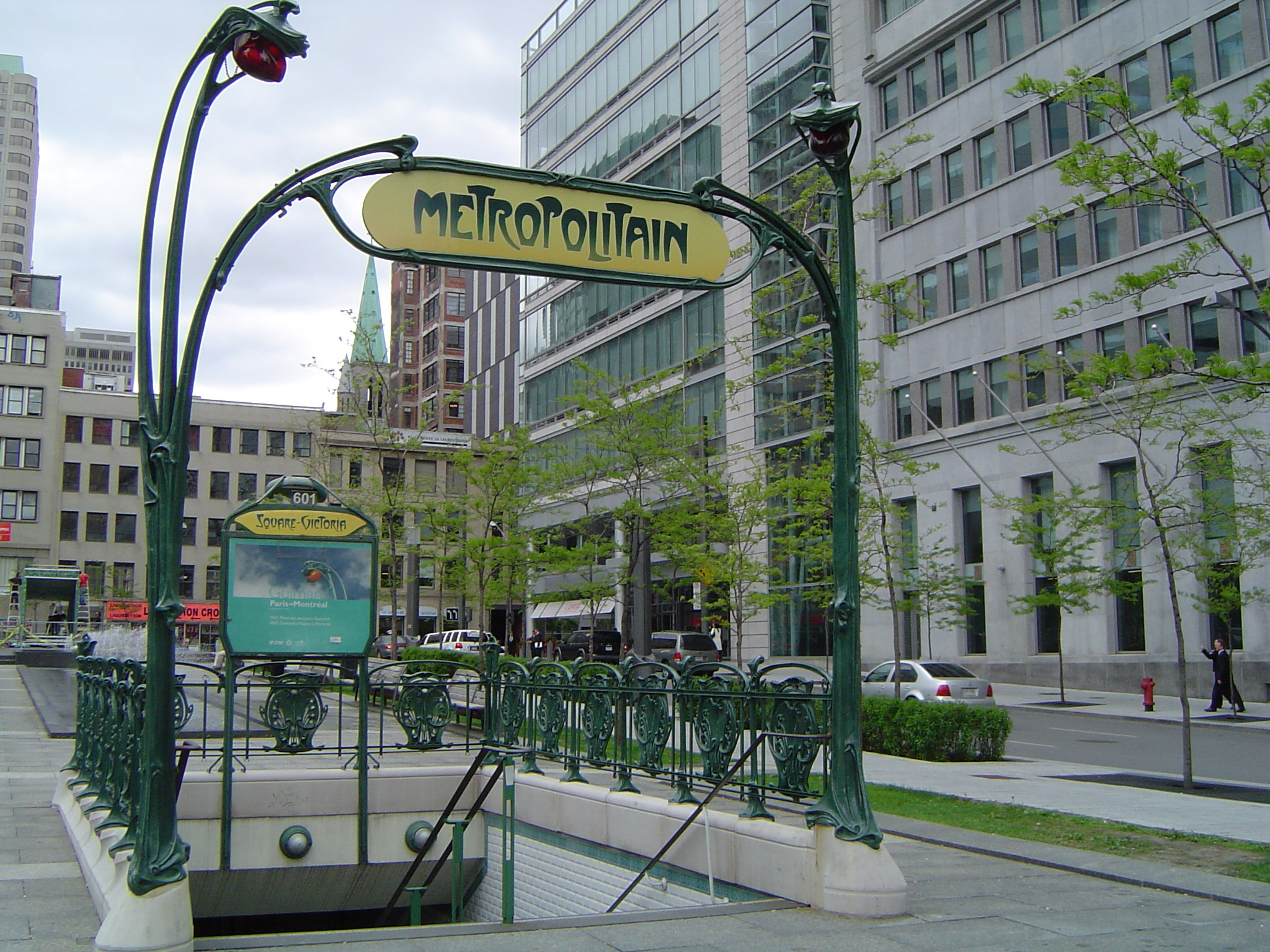
Jugendstil-Stationseingang von Hector Guimard

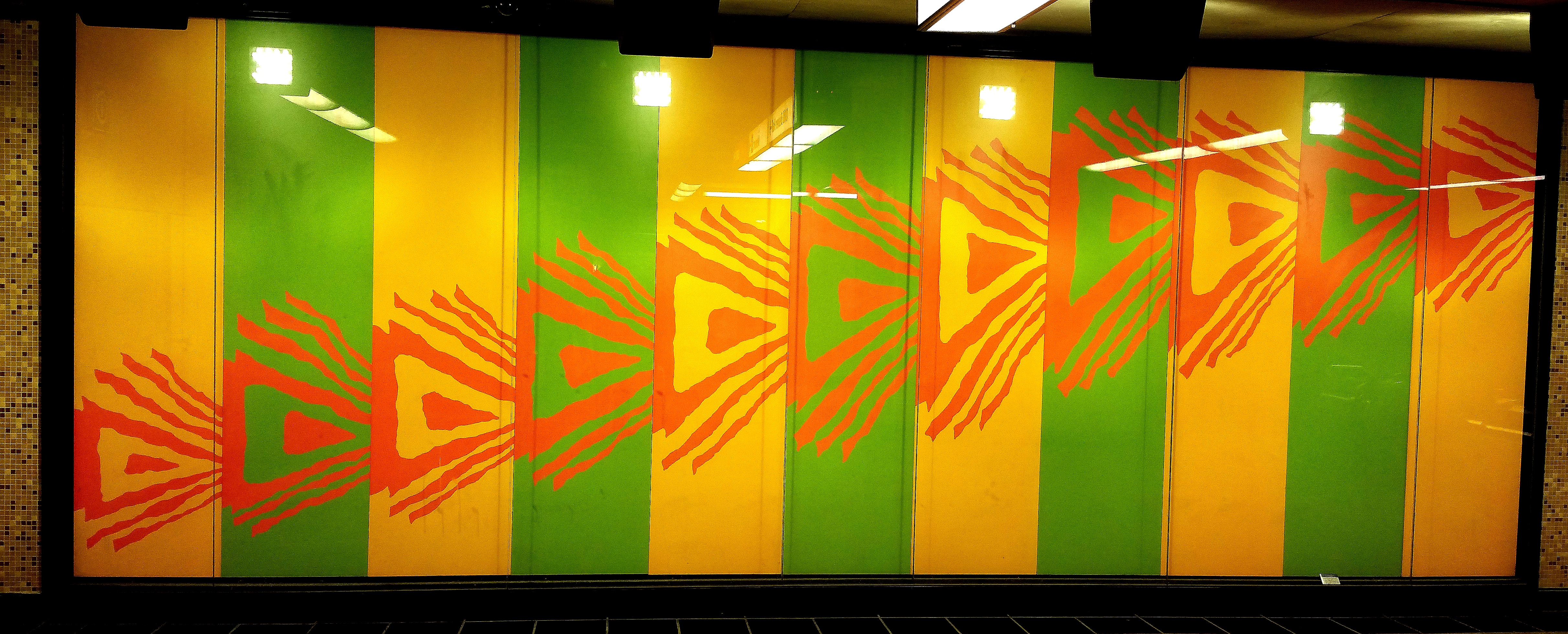
Wandbild

Einen stilistischen Gegensatz zum Stationskomplex bietet der Eingangsbereich an der Rue Saint-Antoine, der als einer der wenigen in Montreal direkt vom Freien in den Untergrund führt und nicht in ein Gebäude integriert ist. 1967 schenkte die RATP einen jener bekannten Jugendstil-Eingänge aus verflochtenen Eisenträgern, die Hector Guimard zu Beginn des 20. Jahrhunderts für die Pariser Metro geschaffen hatte. Die Anregung dazu kam von Bürgermeister Jean Drapeau, der bei einem Informationsbesuch in Paris gesehen hatte, wie einer der Guimard-Eingänge an der Station Étoile abgerissen wurde. Der Montrealer Guimard-Eingang lässt sich keiner bestimmten Pariser Metrostation zuordnen, sondern ist aus den modularen Teilen verschiedener Originale zusammengesetzt.
An der Wand des nördlichen Zugangstunnels ist ein Wandbild aus laminiertem Plastik angebracht. Das Werk des Künstlers Jean-Paul Mousseau besteht aus einer Serie von Dreieckselementen, geteilt von einem gestreiften Hintergrund. Im Stil der Op-Art zeigen die Dreiecke in Richtung der Bahnsteige. Ab 1976 befand sich das Kunstwerk im südlichen Zugangstunnel, musste aber nach drei Jahrzehnten einem neuen Ventilationsschacht weichen und ist seit 2007 am heutigen Standort zu finden.

## Geschichte
Die Eröffnung der Station erfolgte am 6. Februar 1967, zusammen mit dem kurzen Teilstück von Place-d’Armes her. Eine Woche lang war hier die provisorische Endstation der orangen Linie, bis diese am 13. Februar 1967 nach Bonaventure verlängert wurde. Namensgeber der Station ist der Square Victoria, ein seit 1813 bestehender öffentlicher Platz im Stadtzentrum, der seit dem Abschluss eines Stadtentwicklungsprojekts den Mittelpunkt des Quartier international bildet. Im Jahr 1860 war er zu Ehren von Königin Victoria umbenannt worden, aus Anlass eines Besuchs ihres Sohnes, dem späteren König Edward VII.
Ursprünglich hieß die Station Square-Victoria, ihren heutigen Namen erhielt sie im März 2014. Der Zusatz OACI ist die französische Abkürzung der International Civil Aviation Organization (ICAO), die in der Nähe ihren Hauptsitz hat.